# Национальный музей изобразительных искусств (Квебек)
Национальный музей изящных искусств Квебека (фр. Musée national des beaux-arts du Québec) — музей искусства в городе Квебек, провинция Квебек, Канада. Музей содержит около 25 тысяч произведений, большая часть которых была создана в Квебеке или художниками квебекского происхождения. Некоторые из них созданы ещё в XVIII веке. Также с 1987 года в музее находится библиотека.
Музей расположен на Полях Абраама, в Парке полей сражений (en:The Battlefields Park).
Основанный 5 июня 1933 года, музей изначально носил название Музей провинции Квебек (фр. Musée de la province de Québec), затем с 1961 по 2002 гг. носил название Музей Квебека, после чего правительство Бернара Ландри присвоило ему его нынешнее название.
Музей состоит из 3 павильонов, каждый в отдельном здании. Одно из зданий является бывшей городской тюрьмой, построенной в XIX веке, внутри которой можно увидеть камеры, сохраняющие обстановку тех времён.
С 1995 года музей получает финансовую поддержку от созданного для этой цели фонда музея (фр. La Fondation du Musée).

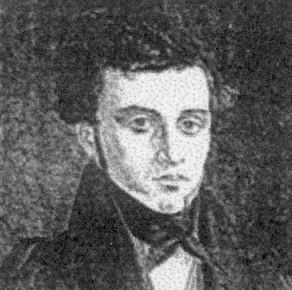
Р. К. Тодд. Портрет Нарсиса-Фортюна Белло.
Ч. Смит. Ассамблея шести округов.
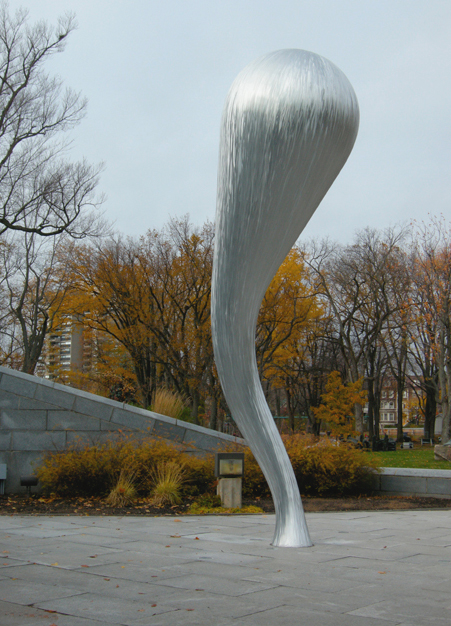
Жан-Пьер Морен. Вихрь.
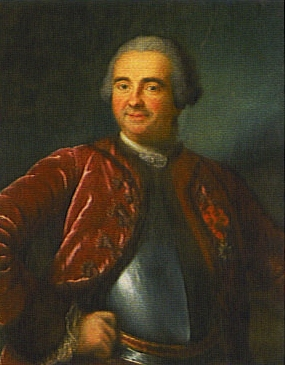
Неизвестный художник. Портрет Гаспара Жозефа Шосгро-де-Лери.
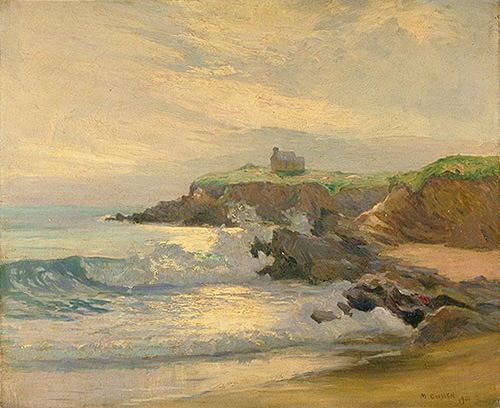
Морис Каллен. Морской прилив.